# Przesunięcie antygenowe
Przesunięcie antygenowe – zjawisko zmienności genetycznej polegające na punktowych, spontanicznych mutacjach występujących w przebiegu replikacji wirusów grypy. Najistotniejsze są zmiany antygenowe glikoprotein wirusa: hemaglutyniny (H) i neuraminidazy (N).
Wskutek przesunięć antygenowych powstają nowe warianty wirusa grypy, przeciwko którym organizm nie ma wytworzonej uprzednio odporności. Z tego względu jest konieczna coroczna zmiana składu szczepionek przeciwgrypowych.
Innym, zbliżonym zjawiskiem zmienności antygenowej wirusów grypy jest skok antygenowy.

Przeczytaj ostrzeżenie dotyczące informacji medycznych i pokrewnych zamieszczonych w Wikipedii.